# Karamoja

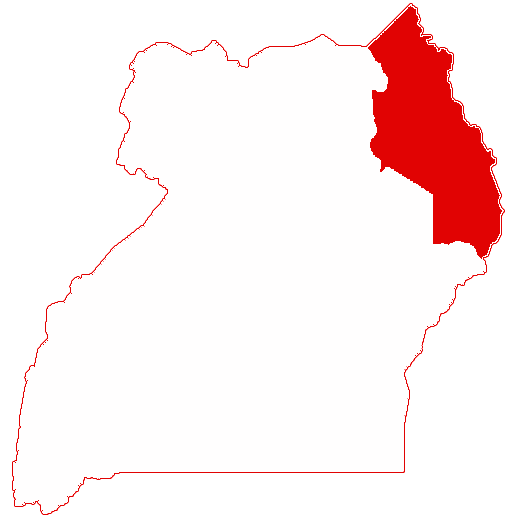
Lage der Subregion Karamoja in Uganda

Karamoja ist eine der Subregionen von Uganda. Sie befindet sich innerhalb der Northern Region und grenzt an Kenia und den Südsudan. Die aride Region gilt als eine der ärmsten Gebiete des Landes und wird von bewaffneten Konflikten geplagt. 2024 hatte sie eine Einwohnerzahl von knapp 1,5 Millionen Menschen.

## Geografie
Karamoja erstreckt sich über knapp 27.500 km² (10 % des ugandischen Territoriums). Ganz im Norden verläuft die Grenze zum Südsudan und zum Kidepo-Nationalpark; im Osten die Grenze zu Kenia und im Südwesten liegt der Mount-Elgon-Nationalpark. Es handelt sich um eine halbtrockene Tieflandregion, die von einem rauen Klima und geringen jährlichen Niederschlagsmengen geprägt ist. Das Gebiet befindet sich auf einer Höhe von über 1000 Kilometern und erreicht an seinen höchsten Punkten wie auf der Spitze des Mount Moroto eine Höhe von 3000 Metern. Die Landschaft ist durch Savanne geprägt und durch Abholzung geht die Waldfläche zurück.

### Distrikte
Die Subregion Karamoja teilte sich 2024 in neuen Distrikte ein:
| Distrikt      | Fläche in km² | Einwohnerzahl (2024) |
| ------------- | ------------- | -------------------- |
| Abim          | 2.301         | 144.084              |
| Amudat        | 1.616         | 203.358              |
| Kaabong       | 4.751         | 264.631              |
| Karenga       | 2.572         | 100.375              |
| Kotido        | 3.610         | 219.734              |
| Moroto        | 3.533         | 103.639              |
| Nabilatuk     | 1.561         | 136.785              |
| Nakapiripirit | 2.641         | 111.681              |
| Napak         | 4.822         | 211.830              |
| Gesamt        | 27.407        | 1.496.117            |

## Bevölkerung
Die Karamojong, welche die ostnilotische Sprache Ngakarimojong sprechen, bilden die Mehrheit der Bevölkerung. Sie sind selbst in mehrere Stämme unterteilt und sind mit den Turkana im benachbarten Kenia verwandt. Sie leben vorwiegend als Rinderhirten und haben eine transhumanze Lebensweise. An der Grenze zu Kenia leben die Pokot und im Hochland leben mehrere kleinere Bergvölker, die Landwirtschaft betreiben.
Die Einwohnerzahl wächst extrem schnell und wuchs von knapp 370.000 im Jahre 1991 auf knapp 1,5 Millionen im Jahr 2024. Dies liegt neben dem hohen natürlichen Wachstum auch an Flüchtlingsströmen aus dem benachbarten Südsudan.

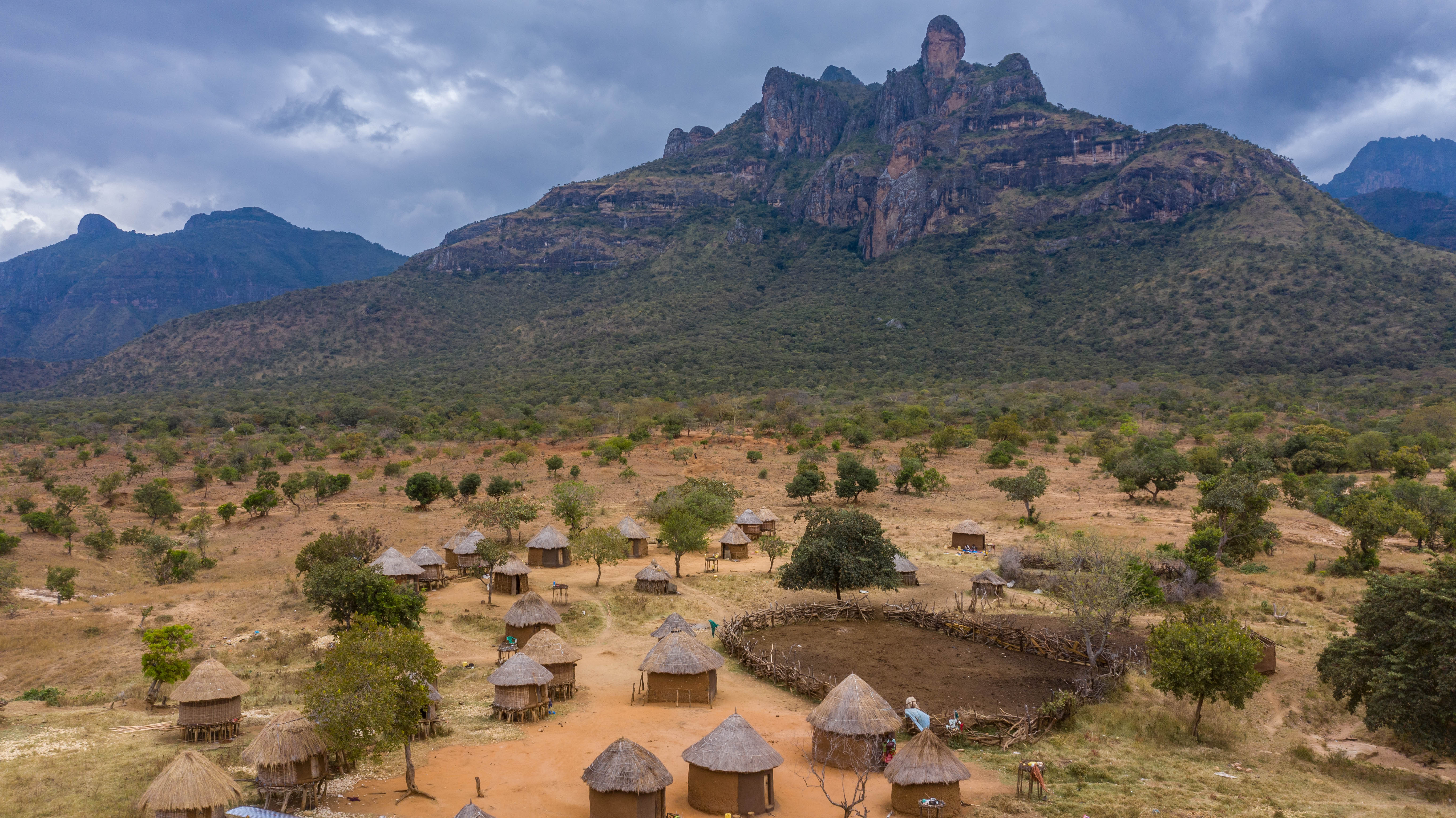
Siedlung der Pokot
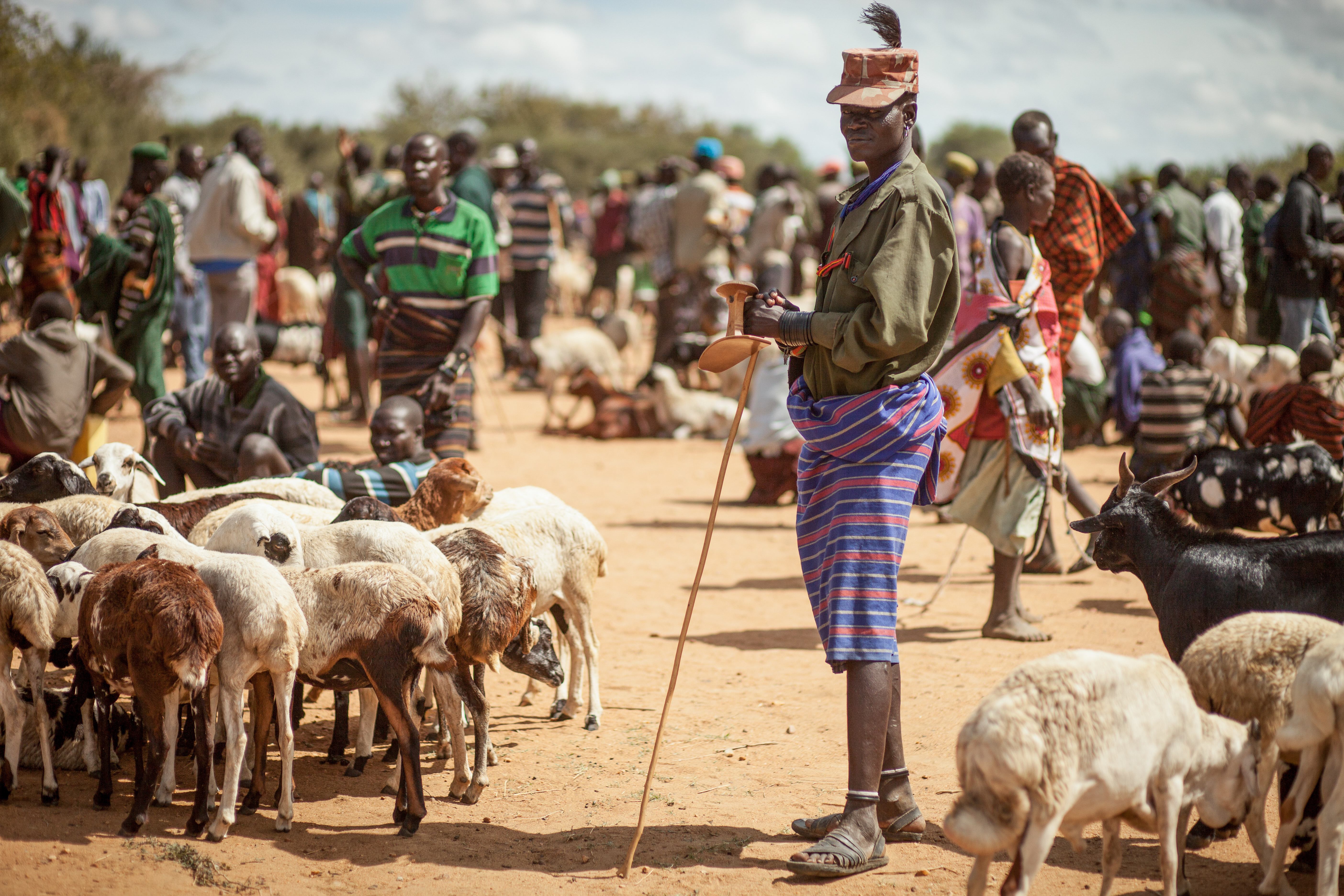
Hirte der Karamojong
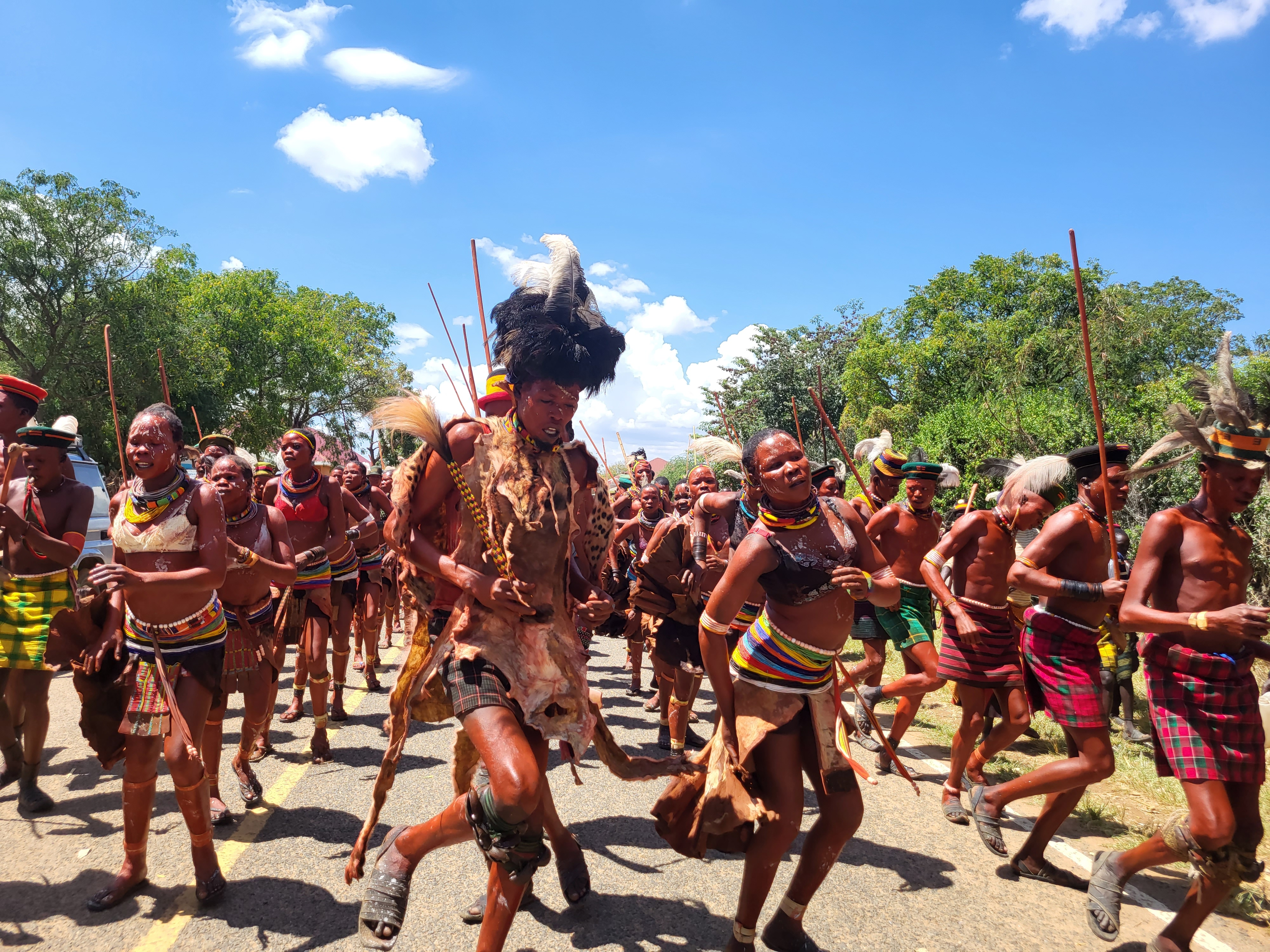
Tanz der Karamojong
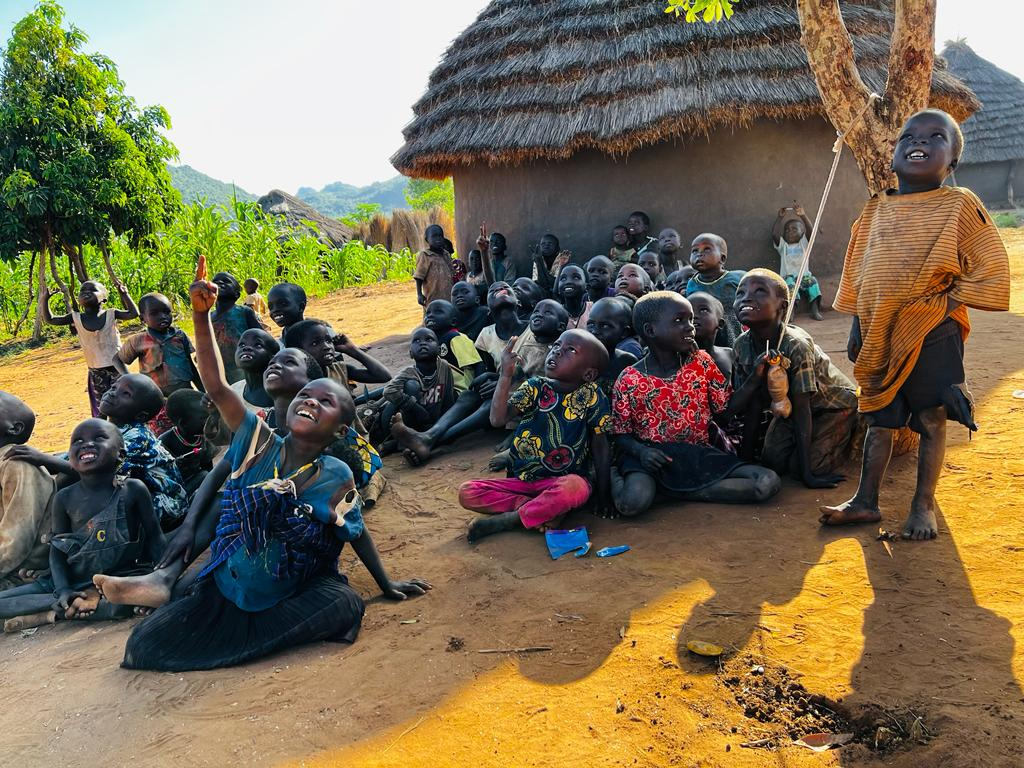
Kinder in einem Dorf

## Wirtschaft
Karamoja gilt als ärmste Region des Landes und wurde sogar als eines der ärmsten Gebiete der Welt bezeichnet. Durch die wenig ertragreichen Böden und das hohe Bevölkerungswachstum kommt es immer wieder zu Hungersnöten durch die immer häufiger auftretenden Dürren. So traf die Dürre 2011 das Gebiet hart. Weite Teile Karamojas sind auch zu Beginn des zweiten Jahrzehnts des 21. Jahrhunderts weiterhin stark von Hilfen des Welternährungsprogramms der Vereinten Nationen abhängig.

## Konflikte
Seit den 1970er Jahren ist es verstärkt zu Konflikten zwischen Nomaden und Bauern sowie zwischen Volksgruppen gekommen, die durch den Schmuggel moderner Waffen verschlimmert wurde. So haben sich die Karamojong mit AK47-Waffen ausgerüstet, um ihr Vieh gegen Angriffe von anderen Volksgruppen zu verteidigen. Zur Pazifierung der Region haben die Streitkräfte Ugandas in den 2000er Jahren ein Entwaffnungsprogram durchgeführt, bei denen es jedoch Berichten zufolge zu Menschenrechtsverletzungen und Auseinandersetzungen gekommen sein soll, als die Karamojong sich zur Wehr setzten.